# Hidalgo

Corona de hidalgo

Hidalgo, hijodalgo, fidalgo (del castellano antiguo, y común en literatura) o infanzón es un noble, aunque coloquialmente se utilice el término para referirse a la nobleza no titulada, especialmente en España y Portugal. En España existían muchas clases de hidalguías: «notorio», el «de solar conocido», el «de todos cuatro costados», el «de devengar quinientos sueldos», los «hidalgos por el cuerno» y otros, incluso uno que está entre lo conceptual y lo real, el «hidalgo como un gavilán». Hace referencia a hijo de algo como hijo de algún linaje, con variadas calidades la palabra algo, en sus diferentes contextos, denotaba “noble”, “valioso”, “bueno”. Además de los Infanzones era sinónimo de Gentileshombres y Escuderos.
El censo de 1787 contaba en España 480.589 vecinos hidalgos (cabezas de familia) sobre una población de 10.268.150 habitantes, por lo que se estima que suponían menos del 5 % del total.

## Etimología y usos
Ignota, se desconoce el origen cierto. Covarrubias dice que se sabe que de hidalgo vino hidalguía, que comúnmente se refería al hombre bien nacido, existiendo el femenino hidalga, cuyo uso es muy propio de España. Fidalgo se dijo por el latín fide «fe» que vale por 'confianza y lealtad'.
Esto no obsta que hubiera varias acepciones que se arraigan en lo antiguo. Según Sebastián de Covarrubias en su tiempo se consideraban estas:
- La Itálica o romana que dice acaso proceda del Ius italicum de la Antigua Roma, exención y nobleza que se concedía primero por el pueblo romano, después por los emperadores y también se obtenía por compra.[1]
- La cristiana traída de un episodio de San Pablo, quien dio a entender a un tribuno que había heredado la nobleza de sus padres y que por ello no solo era algo, sino hijo de algo, de aquí se interpretaba que algo vale por nobleza, bondad o bienes.[1]
- En la acepción goda se dijo que es voz corrompida de 'fijo de Godo' - hijo de godo o filgod - y que transmutadas las consonantes derivó hasta 'fidalgo'. El fundamento sería que quedaron muy pocos nobles y realeza goda refugiados en las montañas, e iniciada la Reconquista estos eran muy estimados en España.[1]

En las Siete Partidas, aparece en muchos lugares, en una donde se trata cómo escoger las personas para la milicia dice:

E por esso sobre todas las cosas cataron que fuessen hombres de buen linage, porque se guardassen de fazer cosas porque pudiessen caer en verguença: e porque estos fueron escogidos de buenos logares y con algo. Quiere tanto dezir en lenguage de España, como bien. Por esso los llamaron Fijos de algo, (...)
ley segunda tit. 21. partita 2.

## Inicios
Literariamente los hidalgos han sido caracterizados fundamentalmente como nobles con escasos o nulos bienes, pero exentos del pago de determinadas obligaciones tributarias (el impuesto llamado pecho, que pagaban en cambio los plebeyos o pecheros) y con derecho a portar armas ya que el rey podía pedirles en cualquier momento una prestación militar.
La hidalguía tiene sus orígenes en la Reconquista. Ya para el siglo X aparece el término “infanzón” como sinónimo de la palabra caballero y su análoga en el latín medieval, miles. Estos infanzones eran vasallos de los grandes magnates y prelados y administraban sus propiedades, y en general provenían de los ricohombres, aquellos que tenían suficientes bienes de fortuna para poder sustentar a uno o varios caros caballos. En los primeros siglos era posible conseguir el rango de infanzón simplemente con la habilidad de proveer y costear su propio servicio en la caballería. Es solo en el siglo XII cuando el rango de infanzón se cierra a los que no nacen en él. En los pueblos que se fundan en las tierras reconquistadas, los caballeros —y no los magnates, quienes solían quedarse en áreas más antiguas— llegaron a dominar la vida política, social y cultural. Los oficios municipales y la representación de las ciudades en las Cortes eran privilegios casi exclusivos de los caballeros. Es también en el siglo XII cuando se les empieza llamar “hidalgos”.
En sus inicios, entonces, el título surgió como un reconocimiento. Pero a lo largo de los años, su uso se fue extendiendo en forma descontrolada, y los monarcas, a cambio de algún beneficio económico personal, nombraban hidalgos a cuantos les resultaba conveniente. Fue con la llegada de la Ilustración y los Borbones cuando comenzó una reforma en profundidad de la hacienda pública, una de las cuales fue la limitación de este tipo de nombramientos, ya que por entonces más de medio millón de personas gozaba de exenciones tributarias basadas en este título.
A diferencia de la España meridional, en el norte el número de nobles era elevado y sus diferencias con el pueblo llano, escasas, habiendo sido en sí reformada su sociedad desde un principio por motivos históricos y demográficos como auténticas milicias para la manutención de las huestes reales. En Asturias, los hidalgos llegaron a ser casi un 80 % de la población, y en el caso de Cantabria esta cifra fue aún mayor, alcanzando el 83 % en el siglo XVI y superando el 90 % en torno a 1740. En el Señorío de Vizcaya y en Guipúzcoa existía también el llamado derecho de hidalguía universal, en virtud del cual todos los vizcaínos y todos los guipuzcoanos nacían hidalgos. Este privilegio no se aplicaba a Álava, donde solo el 25% de la población era hidalga, ni a Navarra.

## Instituciones de la hidalguía y su régimen
Esta condición social llevaba aparejados ciertos deberes y privilegios. Era su obligación mantener caballo y armas, así como recibir periódicamente preparación militar, a fin de acudir a la guerra en el momento en el que el rey le llamase. Como contrapartida, entre otros privilegios, estaba exento de pago de ciertos tributos (el pecho, por ejemplo, por lo que se les contraponía a los pecheros) y se les daba el permiso exclusivo para poseer y criar palomares, como asimismo a los conventos. El contenido de los deberes y obligaciones de los hidalgos en España fue variando a lo largo de los siglos. Sus pleitos se dirimían ante el alcalde de los hijosdalgo que existía en cada uno de los ayuntamientos españoles donde se diese la división de estados (la mayoría) y en segunda instancia, en las Salas de los Hijosdalgo de las Reales Chancillerías de Valladolid y Granada, la Real Audiencia de Oviedo y otros tribunales.
Con el paso del tiempo se fue transformando su régimen jurídico hasta la completa abolición de sus privilegios con el advenimiento del liberalismo en el primer tercio del siglo XIX. Esto, no obstante, no supuso la abolición de la nobleza.

## Formas de acceder a la hidalguía
En la Partida Segunda, la Ley II del Título XXI, establece dos maneras de llegar a la nobleza:
- Por saber, es decir, mediante el conocimiento y la práctica de Ciencias y Artes Liberales.
- Por bondad de costumbres - more nobilium -.

### Los Privilegios Reales de Nobleza
Las modalidades eran cinco:
1. Concesión. Facultad inherente a la Corona se fundaba tanto en la voluntad del monarca como en las normas generales del reino. Podían ser hereditarias -regla general- o personales. Temporales limitadas a dos o tres generaciones y establecerse exclusiones expresas. Podían otorgarse a naturales y a extranjeros cuya ascendencia era noble en sus países de origen, conforme a las leyes usos y costumbres respectivos, previa justificación de su derecho y con la declaración o confirmación del monarca, sin diferencias quedaban estos nobles homologados a la hidalguía de España. También se concedían a extranjeros residentes - especialmente a flamencos, franceses o irlandeses - cuando se planteaba algún supuesto de declaración de hidalgo de sangre.
2. Declaración. El Privilegio Real de declaración hacia notorio el estado de nobleza o hidalguía porque lo justificaba o hacía constar sin necesidad del procedimiento ante las Chancillerias del Reino.
3. Confirmación. Se limitaba a confirmar la nobleza concedida a los antepasados o al propio interesado.
4. Reintegración. Era la devolución al estado y calidad de noble a quienes por cualquier motivo la hubiesen perdido.
5. Restitución. Este Privilegio Real se usaba para compensar o indemnizar al agraviado por cualquier causa.

## La hidalguía inmemorial de linaje o sangre
La primera distinción que cabe hacer es la de hidalgo de sangre e hidalgo de privilegio.
- Hidalgo -sin más locuciones-. El hidalgo de sangre, también llamado escudero (si ejercía ese oficio para otro noble o ricohombre magnate que lo fuera aun sin título) o infanzón donde era usanza, era aquel a quien la nobleza le venía por descender de quienes habían disfrutado de ella desde tiempo inmemorial.[12]
- Hidalgo de solar conocido era el hidalgo que tenía casa solariega, o que desciende de una familia hidalga que la tiene o la ha tenido. Para ser reconocido como hidalgo solariego, era necesario justificar que los cuatro abuelos habían sido a su vez hidalgos - por los cuatro costados -, excepto en Castilla donde a su uso se decía El caballo lleva la Silla (o solar). Osease, con que fuese el padre de casa reconocida con nobleza antigua, los hijos e hijas también lo serían, aunque sus madres no lo fuesen e incluso fueran ilegítimos. Es el famoso caso del cantar de gesta castellano sobre el reconocido infante Mudarra y los infantes de Lara, sus hermanos de Padre, que recoge costumbres ancestrales a la Castilla condal originaria anterior al siglo X, y en el que se reconoce que ni siquiera la madre tenía que ser necesariamente cristiana o castellana, como también lo fue el hijo reconocido y heredero del rey Alfonso VI.
- Hidalgo de ejecutoria era reconocido como el que ha litigado por su hidalguía y ha probado ser hidalgo de sangre. Se demostraba mediante la presentación de escrituras y testigos en un juicio de executoria que debía superar.
- Hidalgo de cuatro costados era denominado aquel que podía probar que sus abuelos paternos y maternos eran hidalgos (de cualquier clase).

## La hidalguía de privilegio
El hidalgo de privilegio podía ser de dos maneras:
1. 'Hidalgo de privilegio por méritos o servicios, cuando el rey daba privilegio de tal por su mucha valía, grandes servicios en la guerra o en la paz, así se daba principio de hidalguía por ser bueno en el servicio público. Los hidalgos de privilegio eran tratados de manera despectiva en muchas ocasiones por los de sangre, y se les apartaba de los actos sociales y de participar en hermandades. Estos eran los recién nombrados por algún servicio o tarea y muchos de los que estudiaban en las universidades. La hidalguía de privilegio no llevaba aparejada automáticamente la hidalguía de sangre, ya que “el Rey puede fazer cavalleros mas non fidalgos” y era preciso el paso de tres generaciones que pudiesen acreditar la asunción del more nobilium desde el otorgamiento del privilegio para que al “hijo de padre y abuelo” se le reconociese la hidalguía.
2. Hidalgo de privilegio por compra eran los que habían comprado sus hidalguías, por lo general para no pechar y tener acceso a algunos empleos o dignidades, tenían las mismas exenciones y preeminencias que los demás, pero sin las calidades de nobleza y sangre.

Otras clases de hidalguía hacían referencia a costumbres o fueros específicos otorgados generalmente por la realeza: Así, por nacer en determinados lugares: por ejemplo, la madre que paría sobre una determinada piedra del municipio aragonés de Caspe, adquiría para su hijo la categoría de infanzón, o todos los nacidos desde principios del siglo XIV en determinados señoríos vascos eran reconocidos como hidalgos según Fuero de Castilla por el privilegio de hidalguía universal.

### Hidalgos de devengar quinientos sueldos
Esos privilegios diferenciados también servían para clasificar a diferentes tipos de hidalgos: en Castilla, los hidalgos de devengar quinientos sueldos eran los que por fuero inmemorial tenían derecho a cobrar 500 sueldos como satisfacción de las injurias que se les hacían, en lo que parece ser una reminiscencia del antiguo derecho visigodo a recibir compensaciones económicas por no aplicar la Ley del Talión.

### Hidalgos por el cuerno
La hidalguía por servicios podía concederse o reconocerse a municipios enteros, es el caso de los vecinos de Zamarramala que enviaban gente al Alcázar de Segovia porque tenían perpetuamente a su cargo las guardas centinelas del castillo, estas se efectuaban al modo militar romano, conservado en España, - y como bocina valía por cuerno - de aquí les vino el nombre hidalgos por el cuerno. Por este servicio estaban sus vecinos exentos de pechar ya que el dicho privilegio los hacía y tenía hidalgos.

En estas centinelas estaban los Soldados siempre armados, y se despertaban para relevarse, no solo al ruido y toque de la bocina, sino de ciertos gritos y voces que se daban mutuamente, que Lipsio con algún apoyo congetura que eran decirse vela o alerta, costumbre que hoy día estamos observando, pues (...)
Historia de la milicia española - De los Romanos, Cap. V.

### Hidalgos de gotera
Por último, los hidalgos de gotera eran los hidalgos reconocidos como tales en un pueblo determinado, de modo que perdían los privilegios de su hidalguía si cambiaban de domicilio trasladándose a otro pueblo distinto. Estos también se denominaban «de canales adentro» - local -, «de puertas adentro» o «de tejas para abajo».

## Las pseudo hidalguías por privilegio y exenciones
Varios calificativos añadidos a la palabra de hidalgo fueron sistemáticamente rechazados por la Sala de los Hijosdalgo de la Chancillería de Valladolid. La recopilación dada por Felipe IV, en Madrid el 12 de febrero de 1623, trata de los privilegios y exenciones de los que casen antes de tener la edad de dieciocho años y de los que tengan seis hijos varones. Se trataba de una protección que se daba a las familias numerosas, pero no un cierto privilegio de hidalguía, popularmente eran llamados hidalgo de bragueta.

## En la cultura popular
En el Cantar de mío Cid se narra cómo Rodrigo Díaz de Vivar parte para el destierro con 300 "hijos dalgos". Miguel de Cervantes sitúa como protagonista de su obra inmortal Don Quijote de la Mancha al hidalgo Alonso Quijano.